# Grand Prix Formule 1 van België 1962
De Grand Prix Formule 1 van België 1962 werd gehouden op 17 juni op het circuit van Spa-Francorchamps in Stavelot. Het was de derde race van het seizoen.

## Uitslag
| Pos. | Nr. | Coureur                 | Constructeur  | Rondes | Tijd / Oorzaak uitval | Grid | Punten |
| ---- | --- | ----------------------- | ------------- | ------ | --------------------- | ---- | ------ |
| 1    | 16  | Jim Clark               | Lotus-Climax  | 32     | 2:07:32.3             | 13   | 9      |
| 2    | 1   | Graham Hill             | BRM           | 32     | + 44.1                | 1    | 6      |
| 3    | 9   | Phil Hill               | Ferrari       | 32     | + 2:06.5              | 4    | 4      |
| 4    | 12  | Ricardo Rodríguez       | Ferrari       | 32     | + 2:06.6              | 7    | 3      |
| 5    | 5   | John Surtees            | Lola-Climax   | 31     | + 1 Ronde             | 11   | 2      |
| 6    | 15  | Jack Brabham            | Lotus-Climax  | 30     | + 2 Rondes            | 15   | 1      |
| 7    | 7   | Carel Godin de Beaufort | Porsche       | 30     | + 2 Rondes            | 13   |        |
| 8    | 18  | Maurice Trintignant     | Lotus-Climax  | 30     | + 2 Rondes            | 16   |        |
| 9    | 19  | Lucien Bianchi          | Lotus-Climax  | 29     | + 3 Rondes            | 18   |        |
| 10   | 22  | Jo Siffert              | Lotus-Climax  | 29     | + 3 Rondes            | 17   |        |
| 11   | 4   | John Campbell-Jones     | Lotus-Climax  | 16     | + 16 Rondes           | 19   |        |
| DNF  | 17  | Trevor Taylor           | Lotus-Climax  | 25     | Ongeluk               | 3    |        |
| DNF  | 10  | Willy Mairesse          | Ferrari       | 25     | Ongeluk               | 6    |        |
| DNF  | 2   | Richie Ginther          | BRM           | 22     | Versnellingsbak       | 9    |        |
| DNF  | 26  | Tony Maggs              | Cooper-Climax | 22     | Versnellingsbak       | 10   |        |
| DNF  | 25  | Bruce McLaren           | Cooper-Climax | 19     | Wiellager             | 2    |        |
| DNF  | 21  | Masten Gregory          | Lotus-BRM     | 13     | Teruggetrokken        | 8    |        |
| DNF  | 20  | Innes Ireland           | Lotus-Climax  | 8      | Ophanging             | 5    |        |
| DNF  | 11  | Giancarlo Baghetti      | Ferrari       | 3      | Ontsteking            | 14   |        |
| DNS  | 23  | Dan Gurney              | Lotus-BRM     |        |                       |      |        |
| WD   | 3   | Tony Marsh              | BRM           |        | Wagen niet klaar      |      |        |
| WD   | 4   | Jack Lewis              | BRM           |        |                       |      |        |
| WD   | 4   | Gerry Ashmore           | BRM           |        |                       |      |        |
| WD   | 6   | Roy Salvadori           | Lola-Climax   |        |                       |      |        |
| WD   | 8   | Heinz Schiller          | Porsche       |        |                       |      |        |
| WD   | 24  | Jo Bonnier              | Porsche       |        |                       |      |        |

## Statistieken
| Pole-position | Graham Hill | BRM          | 3:57.0 |
| Snelste ronde | Jim Clark   | Lotus-Climax | 3:55.6 |

## Noot
- Dit was het debuut voor de Zwitserse coureur Heinz Schiller.
- Vijfde Grand Prix-start voor een Zuid-Afrikaanse coureur.
- Eerste pole position voor Graham Hill.
- Eerste rondes als raceleider voor Trevor Taylor en Willy Mairesse
- Eerste Grand Prix-winst voor Jim Clark.

1925 · 1930 · 1931 · 1933 · 1934 · 1935 · 1937 · 1939 · 1947 · 1949 · 1950 · 1951 · 1952 · 1953 · 1954 · 1955 · 1956 · 1958 · 1960 · 1961 · 1962 · 1963 · 1964 · 1965 · 1966 · 1967 · 1968 · 1970 · 1972 · 1973 · 1974 · 1975 · 1976 · 1977 · 1978 · 1979 · 1980 · 1981 · 1982 · 1983 · 1984 · 1985 · 1986 · 1987 · 1988 · 1989 · 1990 · 1991 · 1992 · 1993 · 1994 · 1995 · 1996 · 1997 · 1998 · 1999 · 2000 · 2001 · 2002 · 2004 · 2005 · 2007 · 2008 · 2009 · 2010 · 2011 · 2012 · 2013 · 2014 · 2015 · 2016 · 2017 · 2018 · 2019 · 2020 · 2021 · 2022 · 2023 · 2024 · 2025 · 2026 · 2027 · 2029 · 2031